# 松延博
松延 博（まつのぶ ひろし、1915年（大正4年）10月15日 - 生没不明）は、元体操選手。

## 経歴・人物
1936年ベルリンオリンピックに出場した。引退後は、東京教育大学教授となった。